# Canal Meio
Meio é um boletim informativo (ou newsletter) com um resumo diário de notícias, criado em outubro de 2016 com o nome de Canal Meio pelo jornalista Pedro Doria e pelo empreendedor na área de Tecnologia e Inovação Vitor Conceição. Circulando de segunda a sexta, sua publicação se insere na tendência mundial de ressurgimento de boletins informativos digitais como veículo gratuitos, sem cobrança por acesso nem requisitos de registro (embora em outubro de 2018 o Meio tenha lançado sua versão paga, que incluiu, entre outras benesses, uma newsletter extra, mais abrangente, aos sábados), onde o leitor encontra, de maneira sucinta, as notícias mais importantes do dia.
Em 2017, foi criado um canal no YouTube, de mesmo nome, que viria a evoluir para um canal com diversos programas e jornalistas contratados, como Cora Rónai, Mariliz Pereira Jorge, Spacca, dentre outros.

## Histórico
Desde o fim da primeira década dos anos 2000, os meios de comunicação veem a introdução das novas tecnologias e profundas mudanças no mercado de trabalho para jornalistas. Os grandes veículos passaram a não mais absorver a maior parte dos profissionais, além de dividir espaço com o jornalismo alternativo. De acordo com levantamento da Volt Data Lab, desde 2012 mais de sete mil profissionais foram demitidos de empresas de mídia; destes, mais de dois mil eram jornalistas.
O ano de 2012 foi também o de lançamento da Quartz, publicação exclusivamente digital voltada para o mundo dos negócios e projetada para fornecer conteúdo principalmente para usuários de dispositivos móveis  e tablets. Menos de um ano após o lançamento, a audiência da Quartz nos Estados Unidos superou a da The Economist, um de seus principais concorrentes no setor de notícias corporativas, e chegou perto da conquistada pelo Financial Times. No meio dessas drásticas mudanças na maneira de se fazer jornalismo com a chegada dos meios digitais, os boletins informativos começaram a dar voz a profissionais que, escrevendo de maneira pessoal, passaram a atingir o leitor quase que de maneira literária. A jornalista Ann Friedman foi uma das pioneiras: ao ser demitida da revista GOOD também em 2012, fundou, junto com a equipe dispensada e via financiamento coletivo, a revista eletrônica Tomorrow. No ano seguinte, criou a sua newsletter, enviando todas as quintas-feiras um boletim que primava pela diversidade de notícias: segundo ela, "minha newsletter está cheia de ótimos textos e links para coisas dos cantos mais distantes da internet".
Com a migração de jornais e revistas para a web, a criação de publicações totalmente digitais e os avanços da tecnologia, as newsletters tornaram-se a melhor representação do jornalismo com curadoria, dando pistas dos caminhos que as mídias digitais tomariam.  Tristan Ferne, responsável pela equipe de Serviços de Pesquisa e Futuro da Internet do Laboratório de Notícias da BBC, onde desenvolve e executa projetos que usam tecnologia e design para prever o futuro da mídia, fez uma pesquisa sobre quais os meios, hoje, são usados para veicular digitalmente as notícias. Entre os canais levantados por Ferne, as newsletters aparecem como aquele que prima pela agilidade e concisão necessários à divulgação de notícias via celulares, num ressurgimento dentro da chamada web 3.0.
Na migração para o mundo digital, surgiram canais exclusivos para disparo de newsletters, como o The Skimm, segmentados ou não. A grande mídia, por sua vez, investiu no envio de conteúdo diretamente ao leitor como forma de atrair assinantes e fidelizar o consumidor de conteúdo gratuito - o jornal The New York Times, por exemplo, contava com 66 tipos de newsletters no início de 2019.

## Lançamento
O Canal Meio apareceu na web em outubro de 2016, contando com apenas quatro editorias (Política, Viver, Cultura e Cotidiano Digital). Em janeiro de 2017, juntaram-se aos fundadores Pedro Doria e Vitor Conceição a jornalista Audrey Furlaneto e a programadora Anne Camille. Audrey deixou o Canal Meio em outubro do mesmo ano, passando a trabalhar no Hysteria (portal feminista da Conspiração Filmes). Em seu lugar, entrou Bárbara Libório, que permaneceu no posto até março de 2019, quando saiu para assumir como editora do portal da revista Época. Claudia Castelo Branco ocupou a vaga aberta, trabalhando também como editora-adjunta.
O boletim informativo do Meio é disparado nas manhãs de segunda a sexta (há uma edição aos sábados apenas para assinaturas pagas) com resumos das matérias produzidas pelos principais veículos de informação do país. Seu tempo de leitura é de oito minutos.
O canal usa cerca de 650 feeds de sites de notícias, manualmente escolhidos e organizados em listas temáticas de acordo com as editorias, totalizando cerca de 5 500 posts ao dia e 17 mil tweets de um painel de cerca de 1 600 perfis de profissionais considerados de referência (jornalistas, acadêmicos, políticos, economistas e especialistas em diversos segmentos).Todo o material é monitorado por um software que segue e organiza informações de diferentes fontes e utiliza algoritmos para filtrar e hierarquizar as notícias.

## O Canal Meio
Além da publicação da newsletter, o Meio ainda oferece:
- "Painel das Bolhas": os dez assuntos que os dois lados do espectro político do país mais compartilham diariamente.[25]
- "Programa Pioneiros": canal criado para que os leitores façam recomendações de assuntos e links de notícias.[26]
- "Monitor": acesso ao software que o Meio usa para ver as notícias de todos os sites em tempo real.[27]

### Perfil do leitor do Meio
Segundo dados de maio de 2019, o Canal Meio conta com 80 mil assinantes, espalhados pelo Brasil e pelo exterior (5.6% do total de leitores, distribuídos por 35 países, incluindo China, Malásia, Eslovênia e Arábia Saudita). Homens são maioria: 52%, contra 48% de mulheres. Os leitores são jovens e adultos (16% têm 24 anos ou menos, 64% estão entre 25 e 44 anos e os outros 20% encontram-se acima dos 45 anos), altamente qualificados (82% tem superior completo ou pós-graduação) e usuários contumazes do WhatsApp - Instagram é a segunda rede mais usada, seguida pelo Youtube, Facebook e Twitter.

### Atuação no cenário digital
Desde seu lançamento, o Meio participa de eventos que debatem o futuro do jornalismo digital
 e discutem a divulgação de notícias e formas de publicidade com o uso de novas tecnologias da informação. O veículo foi um dos participantes de um estudo, levado a cabo pela SembraMedia (uma organização sem fins lucrativos dedicada ao crescimento da diversidade de vozes e conteúdo de qualidade em espanhol, ajudando empreendedores de mídia digital se tornarem mais sustentáveis e bem-sucedidos), sobre a formação de "um jornalismo digital de qualidade e independente. Para realizar esta pesquisa, a SembraMedia estudou 100 startups de notícias digitais na Argentina, Colômbia, no Brasil e México".
Dentro da discussão dos novos rumos do jornalismo digital nacional, o Meio já é tema de publicações universitárias e acadêmicas.